# Alex Howes
Alex Howes (ur. 1 stycznia 1988 w Denver) – amerykański kolarz szosowy.

## Osiągnięcia
Opracowano na podstawie:

2009
- 1. miejsce w mistrzostwach Stanów Zjednoczonych U23 (start wspólny)

2010
- 2. miejsce w mistrzostwach Stanów Zjednoczonych U23 (start wspólny)

2012
- 1. miejsce na 2. etapie Tour of Utah (jazda drużynowa na czas)

2014
- 3. miejsce w mistrzostwach Stanów Zjednoczonych (start wspólny)
- 1. miejsce na 7. etapie USA Pro Challenge

2016
- 2. miejsce w mistrzostwach Stanów Zjednoczonych (start wspólny)

2017
- 1. miejsce w klasyfikacji górskiej Vuelta al País Vasco
- 1. miejsce na 1. i 5. etapie Cascade Cycling Classic
- 3. miejsce w Colorado Classic
  - 1. miejsce na 2. etapie
- 3. miejsce w Tour of Alberta
  - 1. miejsce na 3. etapie

2019
- 1. miejsce na 1. etapie Tour Colombia (jazda drużynowa na czas)
- 1. miejsce w mistrzostwach Stanów Zjednoczonych (start wspólny)

## Rankingi
| Rok              | 2010 | 2011 | 2012 | 2013 | 2014 | 2015 | 2016 | 2017  | 2018  | 2019 | 2020 | 2021  |
| ---------------- | ---- | ---- | ---- | ---- | ---- | ---- | ---- | ----- | ----- | ---- | ---- | ----- |
| UCI World Tour   |      |      | -    | -    | -    | -    | -    | 330.  | 368.  |      |      |       |
| World Ranking    |      |      |      |      |      |      | 568. | 265.  | 2109. | 616. | -    | 2339. |
| UCI Europe Tour  | -    | -    |      |      |      |      | -    | 1514. | -     |      |      |       |
| UCI Asia Tour    | -    | 222. |      |      |      |      | -    | -     | -     |      |      |       |
| UCI America Tour | 292. | 196. |      |      |      |      | 53.  | 4.    | 498.  | 66.  | -    | 395.  |
|                  |      |      |      |      |      |      |      |       |       |      |      |       |
| Źródło: UCI      |      |      |      |      |      |      |      |       |       |      |      |       |